# ズブツォフ
座標: 北緯56度10分 東経34度35分 / 北緯56.167度 東経34.583度

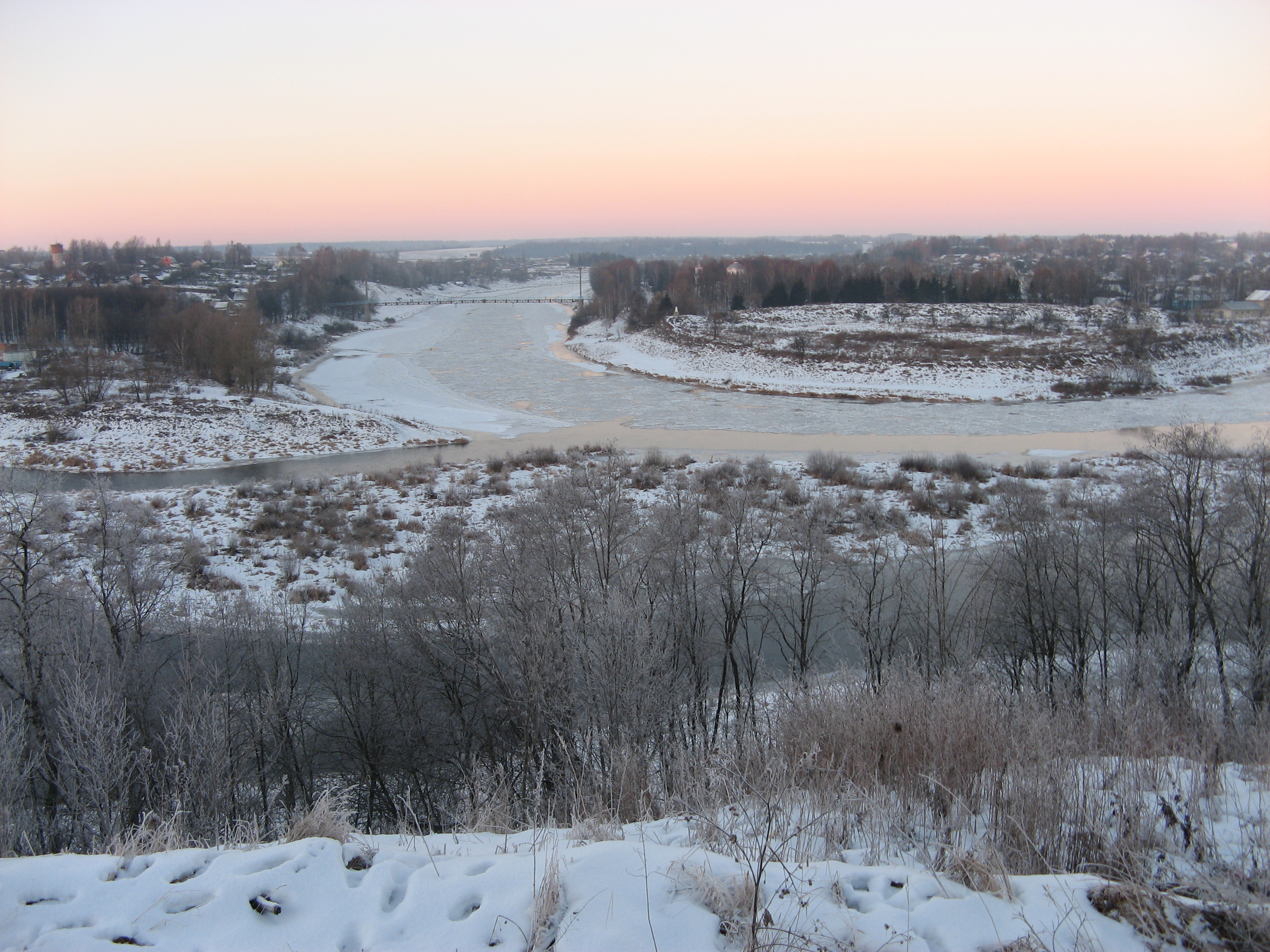
ズブツォフとヴォルガ川上流の冬景色

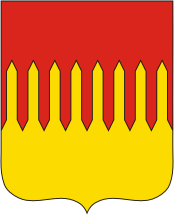
ズブツォフの紋章

ズブツォフ（ロシア語: Зубцо́в, Zubtsov）は、ロシアのトヴェリ州にある古い町。人口は6,217人（2021年）。モスクワから西へ200km、州都トヴェリから南西へ153km、ルジェフから東へ18km、ヴォルガ川とヴァズーザ川の合流点にある。

## 地理
ズブツォフはベールイ高地とスモレンスク高地の間に位置し、その間をヴォルガ川の上流が流れる。ヴァズーザ川はここでヴォルガ川右岸に合流している。
町には1901年開通のモスクワ-リガ間の鉄道が通り、この先はルジェフ、ネリドヴォ、ザパドナヤ・ドヴィナを経てヴェリーキエ・ルーキへ至る。またモスクワ-ヴェリーキエ・ルーキ-レーゼクネ-リガを結ぶロシア連邦道路M9も通る。

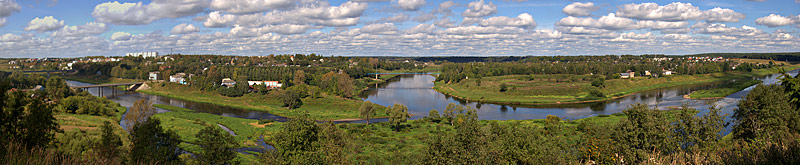
ヴォルガとヴァズザの合流点

## 歴史

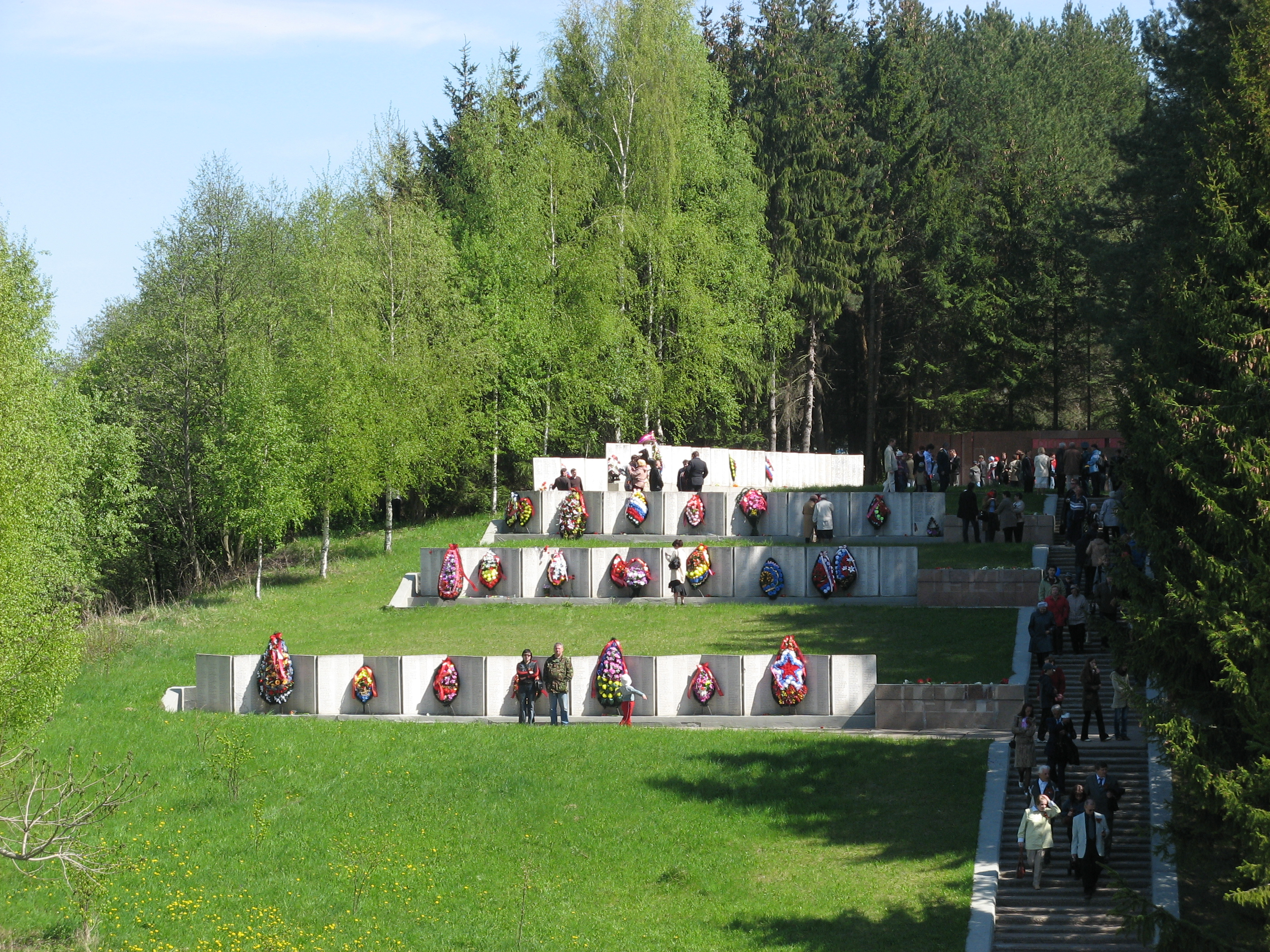
ズブツォフの第二次世界大戦記念碑

ズブツォフの名が年代記に初出するのは1216年のことである。1247年よりトヴェリ大公国に属し、その国境にある要塞であった。また、一時期独自の公を持つズブツォフ公国が成立している。その後1485年にトヴェリ大公国がモスクワ大公国に併合された時にズブツォフもモスクワ領となった。
1605年から1612年にかけてのロシア・ポーランド戦争ではポーランド・リトアニア共和国軍に何度も占領されている。
18世紀初め、ヴイシニー・ヴォロチョークにネヴァ川水系とヴォルガ川水系を結ぶ運河ができるとモスクワとサンクトペテルブルクを結ぶ水運が発達し、ズブツォフは川船の貨物積み替え地として重要になった。1776年にはエカチェリーナ2世の行政改革により市の地位を与えられた。後には亜麻取引の中心として栄え、1801年には新古典主義建築の生神女就寝大聖堂（ウスペンスキー聖堂）も建てられている。19世紀末まで、ズブツォフは交易の町として栄えた。
第二次世界大戦では1941年10月11日からドイツ国防軍に占領されたが、赤軍のルジェフ反攻により、1942年8月23日に赤軍西部戦線が奪還した。

## 経済
ズブツォフには機械工業、繊維工業、食品工業などが立地する。